# دختران (فیلم ۱۹۸۰)
دختران (انگلیسی: Girls) فیلمی در ژانر درام است.